# Malo Ubeljsko
Malo Ubeljsko je naselje u slovenskoj Općini Postojni. Malo Ubeljsko se nalazi u pokrajini Notranjskoj i statističkoj regiji Notranjsko-kraškoj. 

## Stanovništvo
Prema popisu stanovništva iz 2002. godine naselje je imalo 55 stanovnika.